# Alebroides globosus
Alebroides globosus är en insektsart som beskrevs av Irena Dworakowska 1997. Alebroides globosus ingår i släktet Alebroides och familjen dvärgstritar. Inga underarter finns listade i Catalogue of Life.